# 石川氏 (伊予国)
石川氏（いしかわし）は、伊予国新居郡・宇摩郡の武家。伊予石川氏とも。本姓は河内源氏とされる。家紋は飛び鶴。南北朝時代から戦国時代にかけて、細川氏の被官として、また四国の有力武家として活躍した。

## 前史
石川氏の系図は伝わらないため正確な系図は不明であるが、河内源氏流で源義家の子・源義時の末裔の石川源氏であるとされる。
伊予石川氏や備中石川氏の祖と考えられる中で最も古くに確認できるのは、伊予国新居郡代官の石川入道浄珎である。康応元年（1389年）10月に、3年後に備中守護となる細川満之が伊予保国寺領に対する違乱について、石川浄珎に指示を出している。保国寺は現在の西条市、かつての新居郡に属している。満之はこの時期、伊予国新居郡の分郡守護であった、もしくは分郡守護的立場であったと考えられる。この文書から、石川氏はその守護代もしくは守護代的な立場ととらえることができる。少なくとも、後の備中守護家細川氏と石川氏との主従関係をうかがわせている。
次に確認できるのは、浄珎の子と見られる石河入道浄志である。応永4年（1396年）の史料には「守護代官石河」と記され、前年2月付けで石河入道浄志の差し出した請文が残されている。これは醍醐寺領讃岐国長尾荘の年貢を石河浄志が請け負った時のものである。讃岐国は細川本家の管領家が代々守護を務めており（この時期は細川頼元が守護）、その守護代を石川氏が務めていたことが分かる。
石川氏は次に備中国において確認できる。詳しい経緯は不明だが、細川氏の備中守護獲得と同時期であるとされる。いわゆる備中守護家の細川満之の系統が備中守護となるのは明徳4年（1393年）の半ばごろであり、石川氏もその時期に備中へ移動したと見られ、備中では讃岐の安富氏も活動していることから、石川氏が細川氏の家臣として讃岐から移動した可能性が考えられる。備中国入部当初から、守護細川氏のもとで庄氏とともに守護代に就任し、国内統治に当たった。備中に関する石川氏の名前が初めて史料に見えるのは、応永6年（1399年）7月のことである。備中国薗東荘（現、真備町）に荘園領主である京都梅津の長福寺から管理人として注主がやってくるので、荘園の管理をさせるようにとの伝達が、守護・細川満之の奉行人・薬師寺永可から石川・庄2人の守護代に伝えられている。守護代石川氏の就任当初の史料は、現状上記のものしか確認されておらず、不明な部分が多い。
次に確認できるのは、石川四郎左衛門入道である。応永17年（1410年）10月に、和泉守護・細川満久の守護代である斎藤玄霖から石川四郎左衛門入道が命令を受けており、守護代ではないものの石川氏が和泉守護細川氏の配下に入っていることが分かる。
備中国へと移った石川氏は、吉備津神社の社務代となった。吉備津神社本殿の国宝に指定されている吉備津神社本造営と社務代石川氏殿は、棟札写等から応永32年（1425年）に造営が竣工したと考えられている。遺営の経緯としては、明徳年間に「柱立」を行い、契約したのではないかと考えられる。その際、浄志の子と見られる石河源左衛門尉満経（のちに豊後守、豊後入道、豊前入道、沙弥道寿とも）ら両守護代は社務代として請文を作成している。これによれば、当時京都の仁和寺領であった吉備津宮が毎年500貫文を領主仁和寺に納入していた年貢を、守護が請け負ったと見られる。また竣工の時期には、社務はおそらく備中守護・細川頼重が務め、棟札には社務代として守護代の石川道寿と庄道充の名が記されている。道寿は永享6年（1434年）に「伊予保国寺文書」にも名前が見え、備中と伊予の両方で活動していたことがわかる。
文安2年（1445年）から翌3年にかけては、石川源三氏経が『新善光寺文書』や『和簡礼経』に見える。
宝徳2年（1450年）には、石川備前入道昌秀や石川道寿が『九条家文書』に見え、石川掃部助久経が『塚本文書』に見える。久経は道寿の直系の後継者ではなく、備中浅口郡や伊予宇摩郡を領した細川満国の家臣であったと考えられる。
長禄3年（1459年）から翌4年にかけては、備中守護・細川氏久やその子・細川勝久から石川源三経郷に書状が送られている（『石清水八幡宮文書』『天龍寺文書』）。経郷は「石川左近将監」を名乗り寛正5年（1464年）まで活躍が確認できる（『東寺百合文書』）。
文明11年（1479年）には、石川源三が天竺氏俊とともに『東寺百合文書』に名前を残している。
『蔭凉軒日録』によると、文明18年（1486年）には、備中守護・細川勝久の被官・石川左京進が、代官にならんと欲し、京都の相国寺領の川辺荘へ侵入した。「飯尾文書」によると、細川成之の被官・上野肥前守と争い、幕府によって左京進の意見が退けられたという。また延徳3年（1491年）にも石川左京進が再び川辺荘へ侵入した。同年6月には左京進は討ち死にした。
延徳4年（1492年）には、石川源左衛門尉久成（久式とも）の名前が『天龍寺文書』の中に見える。
永正4年（1507年）には、明応の政変で放逐され、大内義興に庇護されていた前将軍・足利義稙が将軍職への復帰を目論んで挙兵した。『隠徳太平記』によれば、備中の左衛門尉久次（源左衛門尉とも）が従ったという。また、備中守護・細川政春死後の永正期の混乱においては、浅口郡代官系の幸山城主・石川備中守通経が伊予国に避難したとされる。通経は享禄3年（1530年）に吉備津神社に棟札を残している。

## 概要
『澄水記』や『天正陣実録』によれば、大永2年（1522年）に、備中国幸山城主・石川左衛門尉（石川家久か）の子である石川虎之助が伊予国新居郡の高峠城に移り、新居郡・宇摩郡の領主となり、のちに石川伊予守と名乗ったという。これは、備中国の石川氏が細川氏の代官であったことと、新居郡が細川氏の領地であったことが関係していると考えられている。ただし、大永の頃の石川左衛門尉は、吉備津神社の文書によると、天文11年（1542年）に病没し、その子・石川三郎五郎が家を継いでることは明らかであるが、その外に虎之助という人の存在を確認できる資料は今現在見つかっていない。
『小松邑志』によると、享禄年間（1528年〜1532年）に、石川氏と剣山城の黒川氏との間に合戦があったとしており、石川氏側の大将は石川六郎であったという。また、『愛媛県史』史料編には、享禄2年2月10付の石川虎胤感状が収録されている。天文7年（1538年）12月12日付の文書では、備中国から迎えた石川伊予守の家臣・石川源太夫が確認できる。
伊予国の金子文書には、天文20年（1551年）に高峠城主として石川備中守通昌が見える。この通昌は、備中石川氏の石川家久あるいは石川通経の子とする説がある。また、文書に年号がないものの、元亀年間以後のものと思われる文書に石川備中守勝重の名前が見え、通昌の子とする説がある。永禄3年（1560年）8月14日には、石川彦三が金子十郎へと書状を出している。
『天正陣実録』などによると、石川備中守通清が高峠城にいたという。通清は、別名を四郎虎武といい、弘治2年（1556年）1月29日に金子十郎に対して書状を送っている。また永禄2年（1559年）12月26日には保国寺の禁制を出している。弘治年間に三好氏の娘を娶った。『澄水記』によると轆城主で三好氏縁者の大西道誉（大西元武か）によって婚姻が斡旋されたという。一方、『みよしき』によると、大西覚用は小笠原喜雲（三好之長のことだが時代が合わないため実際は三好元長を指すと考えられる）の婿となって大西寄竹・伊予の真辺氏・伊予の石川氏の3人の子がいたとある。三好氏の娘を娶った、あるいは母としたことで三好氏に接近し、元亀3年（1572年）に三好長慶が伊予に攻め込むと案内役を務めた。三好氏が伊予から去ると、河野氏の侵攻を受け降伏するも、天正10年（1582年）7月16日に今度は長宗我部元親に攻められ、降伏した（高尾城の戦い）。天正12年（1584年）10月17日に50歳で病没した。保国寺には通清の墓と言伝えられる墓がある。なお、阿波国名東郡一楽（現・徳島県石井町市楽）には一楽城があり、石川六之進源吉竹（道義）が城主であった。吉竹は河内国石川郡出身の清和源氏（家紋は鷹ノ羽で小笠原氏流とする資料もある）であり、永禄年間に伊予国から阿波国に移住して三好氏に仕え、三十貫の禄を賜っていた。天正10年（1582年）8月28日の中富川の戦いで十河存保に従い長宗我部元親と戦って戦死した。石井町の石川神社に霊が祀られている。
『澄水記』によれば、天正13年（1585年）の天正の陣の際の石川氏の当主は、当時7歳で石川勝重の子・石川虎竹であり、近藤尚盛と義理の大叔父（虎竹の祖父（通清あるいは通昌）の娘婿、諸説あり）の金子元宅が後見者であった。虎竹の母は香宗我部親泰の娘であった。元宅は虎竹を擁して奮戦し、虎竹を土佐に逃すことに成功した。虎竹は、落城以前に譜代恩顧の侍7、8人と共に、城の背後から市倉に出て、ここで旅装を整え、桜ヶ峠から桑瀬越えをして土佐路に入ったと伝えられ、後年土佐山内氏の配下に加わったという説もあるが、これらは語り伝えられるだけで、明らかではない。通清には娘が4人いて、金子備後守元宅、松木新之、宇高佐馬之佐にそれぞれ嫁ぎ、残る1人は敗戦混乱の際に河端甚左衛門という者が奪い取って土佐に逃れたという。なお、父の石川勝重は元宅と共に戦死したとされる。

## 歴史
以下の内容は『澄水記』による。
大永2年（1522年）、備中国幸山城主に、多田満仲の末裔の石川左衛門尉殿という者がいた。この頃、同じ備中国の鴨形には細川氏がいたが、石川左衛門尉は数度合戦して細川氏に勝利し、これによって石川氏は武名を挙げ国の大半を領有するに至った。この石川左衛門尉の子息に虎之助という者がいたが、石川伊予守と名を改めて、新居郡と宇摩郡の領主となり、新居郡西條庄に高峠城を築に、地頭等はその幕下に附いた。
石川の一族に、石川源大夫という者がいた。源大夫は伊予守の家臣となり高峠城を守護した。また、新居郡には金子氏、藤田氏、松木氏が、西條庄には近藤氏、徳永氏、塩出氏がおり、これを六人群衆と呼び、さらに宇都宮氏、薦田氏、野田氏を加えて家臣とし、それぞれの一族は石川氏と縁を組み、類を結び一家となった。
享禄年中（1528年〜1532年）には、周布郡の黒川氏と不和になり、石川六郎が大将となり、船山と八幡山の間で合戦が数度あった。黒川の一族の久米采女や戸田四郎左衛門などが討たれ、味方の近藤但馬守、塩出左衛門佐などが討死した。ある時、黒川勢が多く討たれる時があったため、周布郡にも石川氏は勢力を広げることができた。しかし、黒川氏はこれをよく思わなかったため、徳永氏や来島氏を味方に引き入れ奇襲を仕掛けた。石川勢は不意を突かれ敗北し、石川氏も高峠城の麓の城まで撤退したが、反転攻勢を仕掛けて黒川勢に勝利した。その後、高尾城を築き、源太夫が居住した。
源太夫は智慮深き者であったため、地頭等は談合の際に柱とし、郡中の問題ごとは大形彼の評定に任かせて、それで実際に解決するほど仁徳のある人物であったので、人々は皆崇敬した。しかし、それによって主家を蔑ろにし、陰謀の心が生まれたので、天文年間（1532年〜1555年）の末期に、木曳原にて源太郎を奇襲し殺害した。源太郎の墓には榎木が生え、現在では大木になっているという。高峠城の中でも愁嘆があり、保国寺にて17日間観音懺法の法事を行った。また、ある人曰く、高尾城の麓の井口という所に墓があるという。源太夫の逆心が漏れ聞えた際に、高峠の主人は計略を廻らせ毒を飲ませて殺したという。それ故に高尾城の麓の井口に葬り、その墓を源太夫の墓であると言い伝えたという。しかし、さらにある人が語ったところによると、井口の墓は、源太夫の嫡男の源五の墓であるという。井口の墓には桜が生えているため、皆「桜木の墓」と呼んだ。源五の弟に源六という者がいた。彼は幼年であったため、高峠城の主君も情けをかけ、前神寺で出家させ命は助けた。僧名を秀海といい、のちに住持職を務めたという。里伝によると、源太夫滅亡の後、高尾城は周布郡の境にあり、石川氏にとって第一の要害であるため、石川氏の領内にいる文武の達人・勇士であった、新居庄宇高の地頭・高橋美濃守大宅政輝を高尾城に在城させ、守護させた。これによって、高橋美濃守は宇高の家を親属の大宅助光の親譲り、妻子従類を引具め高尾城に移り住んだ。高尾城落城の後は、美濃守の子の民部大輔政武が父の遺命によって高尾城の麓の永見村に住んだ。庶民は旧恩を慕った。政武の子孫は今も永見村の長であるという。また、高橋大炊助の子孫も宇高村にてはんじょうしているという。元来高橋氏は代々宇高の地頭であったため、宇高氏と称する子孫もいる。
天文元年（1532年）に、伊予守の内室は、出産前の祈願として真言院ヘ使者を立てた。その後に内室はさしたる危機もなく男子を産んだ。男子は虎千代と名付けられ、父母の寵愛は浅くなく、二郡の地頭等は登城して万歳を祝した。石川氏の館には東の館と西の館があったが、西の館は伊予守、東の館は虎千代が居住した。東の館の近くには工藤という子供が住んでおり、彼は虎千代と共に竹馬春風を翫んだ。
天文14年、虎千代が成長して24歳（14歳か）となったとき、2月25日に連歌会があった。座席は工藤の家、執筆は讃岐越之助、発句は虎千代で、虎千代は「神松は千年を経ても若緑」と詠んだ。虎千代は和歌や連歌の会に出るのは初めてであったのにもかかわらず、風情がある句を詠んだため、石川越前守という者は、少年にあらずと称賛した。石川越前守については伝わっていないが、石川を名乗っているので虎千代の同族であると考えられる。また、或人曰く、福武に山城の跡があるが、ここに居住していたという。讃岐越之助は石川氏の祐筆であり、宿所は長安にあった。
天文21年（1553年）には虎千代は官途して備中守通清と名乗った。弘治2年（1556年）には、阿波国の三好氏の女が通清の妻に迎えられた。畑野薦田四郎次郎が出向し、鍋城（松尾城）で請け負ったという。鍋城の城主について、その近辺に住む宿老に尋ねたものの、知るものはいなかったという。通清と三好氏の婚姻は、轆城の大西道誉（大西元武？）という者の計略であった。
永禄12年（1570年）には、通清の息女を金子彦十郎（後の金子元宅）に嫁がせた。その妹は、高峠落城の後に河端甚右衛門の妻となった。
元亀3年（1572年）には、土佐国の長宗我部元親が四国を統一しようとして、既に阿波国と讃岐国を手に入れていた。伊予国では、宇和郡と喜多郡が占領されていた。同10年（1579年）には、近藤長門守の長子・彦太郎が土佐へ人質として遣わされ、長宗我部元親が石川氏を攻めることはなくなった。近藤長門守は伊予守の婿であるので、彦太郎は通清の甥である。
天正12年（1584年）には、通清は病気にかかり、平生禅法に心を傾けた。臨終の時に至、硯を取寄せ、筆を染めて、㝡後の頌を書いた。「本末一路 無海無山 雲水何物 虚空是閑」
10月17日に病死した。葬式の主導は保国寺の玉翁和尚が行い、戒名は「寶勝院殿月山宗輪大居士
」となった。遺骸は寺中に葬られた。
天正13年（1585年）春には、豊臣秀吉が四国を平定するために兵を差し向けた。当地へは安芸国の毛利氏の小早川隆景が大将となり、中国の三万余騎が兵船数百艘に乗って襲来した。通清の子の虎竹はこの時8歳であり、幼年であったため、近藤長門守が後見ととなっていた。石川衆は小早川隆景に対抗する道を選び、金子備後守源元家を始めとし、その舎弟對馬守源元春、一族の眞鍋佐渡守源安政、野ノ下右衛門佐源勝正、加藤彦右衛門藤原康時、松木参河守菅原重眞、その子・新之丞菅原重宗、一族の塩見三郎兵衛菅原時光、岡崎城主・藤田大隅守藤原重利、一族の矢野右馬助藤原家成が出陣した。畑野城には薦田四郎兵衛橘成道と一族の上野五郎左衛門橘義成が、入野城には横尾山城守平祐安が、渋柿城には薦田市之丞橘助次、加地三郎左衛門源重綱、野田右京亮源實信が籠った。高尾城には、城主の高橋美濃守大宅政輝が籠った。
高峠城主であった石川虎竹は土佐国へ逃れ長宗我部元親ヘこの度の事態を報告することとなった。譜代相伝の侍を7、8人副えて土佐国へと落ち延びた。